# Aleš Briscein

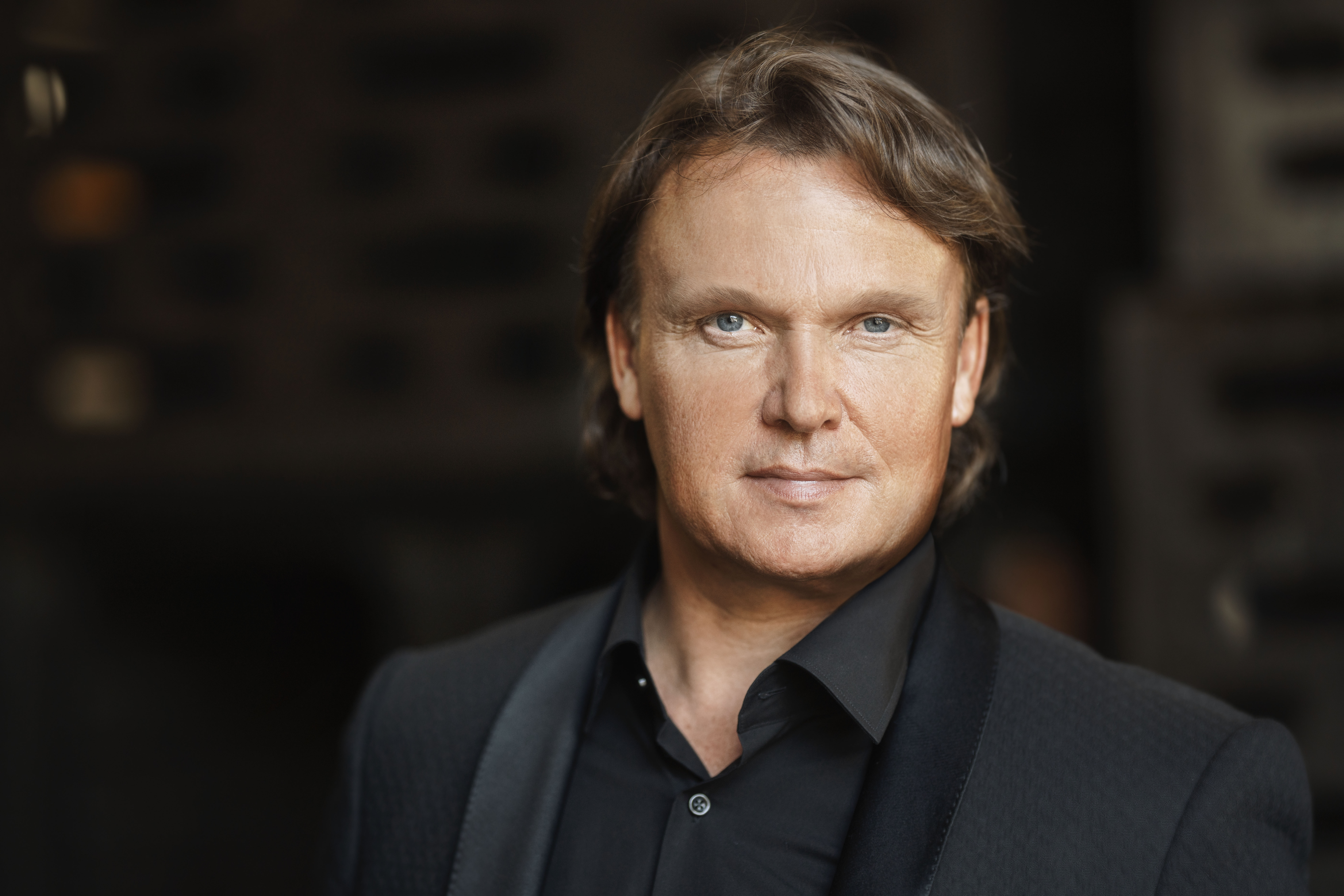
Aleš Briscein (2019)

Aleš Briscein (* 25. Jänner 1969 in Liberec) ist ein tschechischer Opernsänger in der Stimmlage Tenor.

## Leben
Aleš Briscein studierte in Prag und Pilsen Klarinette, Saxophon und danach Operngesang; 1995 debütierte er an der Prager Staatsoper und sang dort anschließend lyrische und Charakterrollen.
Im Rahmen einer Japantournee der Prager Staatsoper trat er in Japan 1999 als Tamino (Die Zauberflöte) und 2000 als Kudrjáš (Káťa Kabanová) auf; 2003 debütierte er in Massenets Manon in Vancouver und in Donizettis Don Pasquale in Zypern.
Ab 2004 war er an der Opéra National de Paris fest engagiert; 2010 debütierte er an der Wiener Volksoper als Prinz (Rusalka), 2011 bei den Salzburger Festspielen in Věc Makropulos und 2012 in der Titelrolle des Lohengrin bei den Tiroler Festspielen in Erl.
2013 debütierte er an der Komischen Oper Berlin, an der Bayerischen Staatsoper in München und an der Oper Graz, 2015 in Frankfurt am Main, außerdem in Bologna und Rom. 2016 gab er in Savonlinna sein Rollendebüt als Skuratov in Janáčeks Aus einem Totenhaus, 2017 sein Rollendebüt in der Titelrolle von Zemlinskys Zwerg in Graz, und wenige Monate später debütierte er am Theater an der Wien in der Rolle des Tambourmajor in Wozzeck. Im November 2018 gab er an der Deutschen Oper Berlin sein Debüt als Albert Gregor in Janáčeks Die Sache Makropulos.
Briscein ist seiner Heimat Tschechien verbunden geblieben und singt laufend (Stand: Saison 2019/20) ein breites Repertoire in dortigen Opernhäusern, vor allem in Prag, aber auch in Brünn, Ostrava und in seiner Geburtsstadt Liberec.

## Auszeichnungen
- Österreichischer Musiktheaterpreis 2018 in der Kategorie Beste männliche Hauptrolle für die Titelrolle in Der Zwerg an der Oper Graz[5]

## Opern- und Operettenrepertoire in Auswahl
- Ludwig van Beethoven
  - Fidelio – Jaquino
- Vincenzo Bellini
  - Norma – Pollione
- Alban Berg
  - Wozzeck – Tambourmajor
- Antonín Dvořák
  - Der Jakobiner – Jiří
  - Rusalka – Prinz
- Gaetano Donizetti
  - L’elisir d’amore – Nemorino
- Charles Gounod
  - Roméo et Juliette – Roméo
- Engelbert Humperdinck
  - Königskinder – Königssohn
- Leoš Janáček
  - Die Ausflüge des Herrn Brouček – Mazal, Blankytný, Petřík
  - Aus einem Totenhaus – Skuratov, Luka Kuzmič und Kedril
  - Jenůfa – Števa
  - Káťa Kabanová – Boris und Kudrjáš
  - Věc Makropulos – Albert Gregor und Janek
- Erich Wolfgang Korngold
  - Die tote Stadt – Paul
- Franz Lehár
  - Die lustige Witwe – Camille de Rosillon
- Wolfgang Amadeus Mozart
  - Die Entführung aus dem Serail – Belmonte
  - Die Zauberflöte – Tamino
  - Don Giovanni – Don Ottavio
- Gioachino Rossini
  - Il barbiere di Siviglia – Conte Almaviva
- Dmitri Schostakowitsch
  - Lady Macbeth von Mzensk – Sergei
- Bedřich Smetana
  - Die verkaufte Braut – Jeník
  - Zwei Witwen – Ladislav
- Igor Stravinski
  - Oedipus Rex – Oedipus Rex
- Richard Strauss
  - Ariadne auf Naxos – Brighella
  - Der Rosenkavalier – Valzacchi
  - Elektra – Junger Diener
- Johann Strauß
  - Die Fledermaus – Eisenstein
- Pjotr Iljitsch Tschaikowski
  - Eugen Onegin – Lenski
  - Mazeppa – Andrej
- Giuseppe Verdi
  - La traviata – Alfredo
- Richard Wagner
  - Der fliegende Holländer – Erik, Steuermann
  - Lohengrin – Lohengrin
- Alexander von Zemlinsky
  - Der Zwerg – Zwerg